# Il principio dell'incertezza
Il principio dell'incertezza (O princípio da incerteza) è un film del 2002 diretto da Manoel de Oliveira, presentato in concorso al 55º Festival di Cannes.
trama
Josè e Antonio hanno sempre vissuto come fratelli, condividendo ogni esperienza. Una volta adulti Antonio sposa la donna amata dal fratello, Camilla, e ha come amante la socia di quest'ultimo, Vanessa, donna avida e pericolosa, tenutaria di un bordello. Attraverso le vicende dei due protagonisti il regista portoghese mette in scena le tensioni tra l'alta società, cui appartiene Antonio, e il proletariato urbano, da cui proviene invece l'amico.

Note
1. ↑  (EN) Official Selection 2002, su festival-cannes.fr. URL consultato il 7 luglio 2011 (archiviato dall'url originale il 14 dicembre 2013).